# Nocedo del Valle
Nocedo del Valle (llamada oficialmente San Salvador de Nocedo do Val) es una parroquia y un lugar español del municipio de Castrelo del Valle, en la provincia de Orense, Galicia.

## Toponimia
La parroquia también es conocida por el nombre de San Salvador de Nocedo del Valle.

## Organización territorial
La parroquia está formada por una entidad de población:
- Nocedo do Val

## Demografía
Gráfica demográfica del lugar y parroquia de Nocedo del Valle según el INE español:
| Gráfica de evolución demográfica de Nocedo del Valle entre 2000 y 2022 |
|                                                                        |
| Datos según el nomenclátor publicado por el INE.                       |